# كريس سويت
كريس سويت هو مدرب كرة قدم محترف ومدرب خط الهجوم لفريق تورونتو أرجونوتس من الدوري الكندي لكرة القدم (CFL).

## المسيرة الجامعية
لعب سويت كرة القدم الجامعية الامريكية كمركز لفريق كارسون نيومان إيجلز وحصل على درجة البكالوريوس في التربية البدنية عام 1996 ودرجة الماجستير في التربية عام 1998

## الحياة الشخصية
يعيش سوييت مع زوجته كايت ولهما طفلان هما ألكسندرا وميغان.

## روابط خارجية
- ملف تعريف تورونتو أرجونوتس

قالب:96th Grey Cup